# 台鐵公共性事件
台鐵公共性事件是指蔡育林等人於2012年2月19日在參與一場火車性派對後，遭到傳媒大眾關注及警方檢控的事件。這一事件涉及到性自主權、性私權、法律以及公德等範疇的爭議，並使得交通部臺灣鐵路管理局修改車廂的租用契約。
該次性派對由蔡育林發起，他先於2011年11月在BBS上發文邀請網友出席。隔年因一名自稱20歲的女性加入而號召成功，並向台鐵租用一節客廳車廂。到了舉辦當天，參與者先於臺北車站集合，在登上客廳車後要求台鐵職員離開，隨後說明細項及分發物品，接著宣佈性派對開始進行。在派對當中，接近一半以至超過一半報名時說要進行性行為的男性有過性交，其餘的則在自慰。事後參與者把車廂回復原狀，並進行清潔，然後該些報名時說進行性行為的男性散去:4，餘下蔡育林等現場主持者則前往義大利麵餐廳聚餐慶祝:4。
這宗性派對於2月24日經《蘋果日報》等媒體報導後便掀起大眾輿論，同時警方開始介入調查事件，傳喚參與者到案，並發現唯一參與性行為的女性時齡17歲。在經過法院判決後，報名時說進行性行為的18名男性皆因罪證不足而不起訴處分；蔡育林則因干犯「圖利媒介性交罪」，而判處6個月刑罰，可易科罰金新台幣18萬元。其後蔡育林不服判決提起上訴，但法院仍舊維持原判。

## 事件經過

### 緣起
2011年11月，蔡育林在BBS「花魁藝色館」上發表一篇名為《電車癡漢》的文章，號召網友出席一場仿照日本色情電影，選擇以火車車廂為場地的性派對，但因欠缺願意參與性行為的女性報名者，所以直到隔年才因自稱20歲的網友rainyfull（小雨）報名才成功舉辦。蔡育林在派對開始前便預先準備企劃書，並向參與者收取台幣800元的參加費。他們於最後號召了27人，不過當中2人最終因害怕而不出席，令參與人數減至25人，包括22名男性、3名女性，在報名時稱會進行性行為的男性有18人，另外包括蔡育林的4人在內則負責把風及主持現場，2名女性負責擔當助理的角色。
召集成功後，蔡育林於2月1日向台鐵提出申請，要求於19日在台北至竹南這段路段中，包下一節莒光號加掛客廳車廂，台鐵按規定處理和接受是次申請。
2月19日當天，參與者按蔡育林的要求穿著西裝在台北車站集合，並憑單驗證身分。在所有人到場後檢查隨身物品，以確定沒有違禁藥品及攝錄器材:3。

### 過程
在參與者登上客廳車後，列車長來過車廂一次以進行巡查，在這段期間參與者以開會為由告知車長不希望受擾，並要求該車廂的服務人員離開，車長便答應之。在他們離開後，主持人蔡育林先說明是次性派對的規則，包括性體位不限、安全暗號為「麥芽糖」、全程必須戴保險套；在說明過後2名女助理便向參加者分發漱口水和保險套，然後宣布性派對開始進行。為了令派對順利進行，他們把客廳車上鎖。此外雖有報導指他們會把窗簾在列車到站時把窗簾半掩，其餘時間一律打開，但蔡育林否定了窗簾會拉開的說法；除此之外還在列車上安裝了反針孔攝影偵測器。
在宣布開始後，參與者們都不敢上前參與性派對，於是蔡育林便做領頭人，對小雨進行性愛挑逗，使其他參與者願意上前參與。在整場派對中，接近一半以至超過一半報名時說要進行性行為的男性跟小雨有過性交，並有進行咂陽、乳頭愛撫等性活動:3；其餘的則在自慰；小雨則表示「不記得確實和她性交的人數」。在過程中女助理也繼續在旁協助發放衛生用品:3。該些男性及後一般指出，小雨在性派對中相當合作，且沒叫過一次安全暗號，不過過程中有人踩到小雨的腳一次。
事後參與者把車廂回復原狀，並進行清潔。使得乘務人員在巡查車廂時，並無發現異樣。然後該些報名時說要進行性行為的男性散去:4。

### 事後慶祝
主持人及6名參與者在事後到了竹南火車站附近的義大利麵餐廳聚餐慶祝，並以所收到的款項支付用膳費用及回程車費:4。

### 媒體報導
民主進步黨立法委員葉宜津於2月24日向《蘋果日報》爆料，指BBS站有不少人就是次性派對進行分享並進行描述。於是蘋果日報便以「台鐵火車性愛趴」為標題報導這宗火車性派對，並把BBS上的部分內容摘要刊出，之後各大媒體便對此進行轉載。報導刊出後便引起大眾輿論及網民討論。

### 事件調查
內政部警政署鐵路警察局在事發後便到車廂勘查採證，但卻找不到任何物證——包括指紋、分泌物和汗漬在內，他們採集不了任何證物。於是研判指參與者使用了酒精和消毒劑等來清潔現場；花魁藝色館於2月25日閉站，對警方的調查拒絕配合，不過在這之前警方已鎖定主辦者及小雨的IP位址，並傳喚眾參與者到案。次日蔡育林等參與者在西門町見面，稱是打算相約「向警方自首」。27日蔡育林在前往接受電子媒體專訪時，於臺北捷運忠孝復興站遭警方拘捕。後來其他參與者陸續到案。
同時，自稱是小雨前男朋友的網民打電話向警方提供線索，指小雨「性癮大、亂劈腿……我被她傷得很深」，並提供小雨的個人資料予警方跟進。不過至今仍沒有任何臨床診斷標準納入性癮這一狀態，ICD-11只納入了強迫性性行為，且需在不考慮道德及社會不贊成這些因素的情況下，符合「儘管有不良後果或者只有很少/根本沒有得到滿足，仍會繼續重複進行性行為」這一條條件。小雨在2月28日上午到案。警方同時發現小雨為時齡17歲的中輟生。

### 案件判決

#### 一審
除了將一名未成年者函送少年法庭，其餘都以妨害風化、違反兒童及少年性交易防制條例移送臺灣新北地方法院檢察署調查。之後因罪證不足未起訴處分，不過鐵警局依社維法來對18人各裁處台幣1500元。主持人蔡育林因有營利意圖而干犯「圖利媒介性交罪」，判處6個月刑罰，可易科罰金18萬台幣。
判決書指蔡育林所購入的監控及清潔物品具有財產價值，且於活動完畢後歸其所有、沒把剩餘款項退還給參與者等理由認定其具有營利意圖:16、19-20；且「有為居間介紹性交之行為」認定其為「媒介」:24，並指他「對社會善良風俗造成相當之危害，並考量其犯後態度等一切情狀，認檢察官具體求處有期徒刑6月，應屬適當」。除此之外，還裁定他需於台灣4大報刊上刊登道歉啟事。
蔡育林於判決後對結果表示不服，指「此活動只有幾十元盈餘，根本沒有營利意圖」，於是於2013年4月29日連同日日春關懷互助協會、台灣性別人權協會等一起到臺灣新北地方法院提出上訴。

#### 二審
臺灣高等法院在2013年9月12日作出判決，維持原判，駁回蔡育林的上訴。

## 各方反應
事件在經過報導後，便引起網民關注。部分網民在論壇上表示以前看過類似的發文，但沒想過真能成事。也有網民表示這樣誰也不會敢坐火車的座椅，因害怕座位上沾有精液及陰道分泌液。不過也有人認為這宗事件你情我願，所以沒有可批評的地方。
勵馨基金會執行長紀惠容在《蘋果日報》刊出相關事件5日之內表示此事令人心痛，並建議學校應加強性教育，使下一代擁有正確的觀念。而這被中興大學人文與社會研究中心的洪凌在《台灣社會研究季刊》上批評指其將「將小雨扭曲為無知、動物性……的底層次／非人位置性」。南華大學國際暨大陸事務學系的許雅斐同於《台灣社會研究季刊》上指「從台鐵公共性事件的偵辦過程來看，不論是《兒少條例》中收容安置的部分，或是刑法的妨礙風化罪責，性少數基本權利被剝奪的狀態，已在人們的根本生活中具體化」。
新店耕莘醫院精神科主任級醫師楊聰財指小雨可能患有性成癮症，可能受到生活及人際關係的不穩定感所影響，而要以性填補空虛。這一宣稱遭台灣中正大學哲學系的黃頌竹指責，稱其不合醫師的專業倫理。中心醫院減壓門診中心精神科醫師李光輝認為小雨可能是想獲得跟同伴不一樣的經驗，以獲取成就感；並指其過去不愉快的性經驗會促使小雨以參加性派對來肯定自我。
台灣性教育協會常務理事高松景認為若是彼此同意、沒有達犯法律及公眾利益，大眾則應尊重他們的性私隱。但仍同時指出火車性派對僅是追求刺激、滿足慾望，且若女主角真是未成年，則需要更多的關懷和了解。中央大學性／別研究室、中華民國文化研究學會及台灣性別人權協會等發表共同聲明指：「原本參與者知情合意並理性共築的私密活動，已經被惡意的爆料妖魔化……所有當事人飽受司法檢警壓力與親情愛情的痛苦責備，有心人士……更意圖趁此緊縮全民的網路言論空間」。
台灣少年權益與福利促進聯盟認為是事件是一個很好的機會，讓青少年接觸及了解性法律，避免誤觸法網。中國國民黨籍立法委員王育敏指事件反映兒少法的規範欠充分，有檢討修法的必要。